# August Hermann Francke (Klavierbauer)

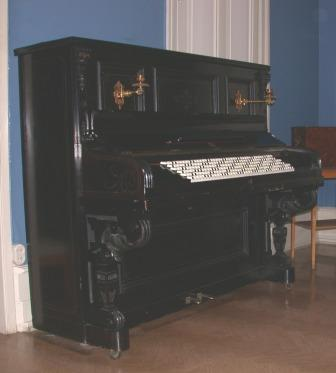
Pianino mit Jankó-Klaviatur von A. H. Francke im Ringve-Museum

August Hermann Francke (* 6. Mai 1842; † 20. November 1881 in Leipzig) war ein deutscher Klavierbauer und Unternehmer. Am 16. September 1865 gründete er mit Unterstützung seines Vaters Johann Gottlob Ernst Francke (* 11. Oktober 1813; † 23. Januar 1885 in Leipzig) die Firma Francke, A.H. Pianofortefabrik in Leipzig, Gustav-Adolf-Straße 47.
Anfänglich baute er unter Mithilfe seines Vaters, Johann Gottlob Ernst Francke, ausschließlich Pianinos. 1871 fertigten ca. 60 Mitarbeiter 450 Pianinos im Wert von knapp 110.000 Talern.
Am 1. Oktober 1871 trat sein Bruder Paul Theophil Francke (1844–1908) der Firma bei. Nach dem Tode August Hermanns 1881 und des Vaters Johann Gottlob Ernst Francke 1885 wurde dieser Alleininhaber der Firma.
1889 beschäftigte die Firma mehr als 70 Mitarbeiter. Paul Francke, Sohn von Theophil Francke, erhielt zum 28. Juli 1899 Prokura. Ab November 1907 waren er und sein Bruder, Hermann Francke, Teilhaber der Firma.
Ab 1908, nach dem Tode ihres Vaters, Theophil Francke, leiteten sie die Firma gemeinsam und gründeten im Juli 1912 eine Filialfabrik und Zweigniederlassung in Freiberg/Sachsen. Diese wurde im Mai 1926 wieder geschlossen.
Kaufmann Franz Ferdinand Nödl erhielt im Januar 1917 Prokura. Diese erlosch im Februar 1928 wieder. Anfang April 1930 stellte die Firma die Zahlungen ein, ihrem Gesuch um Liquidität wurde zugestimmt.
Kurze Zeit später scheint die Firma gelöscht worden zu sein, da sie danach nicht mehr erwähnt wurde.
August Hermann Francke gilt als Erfinder des gewölbten Resonanzbodens.
Franz Liszt äußerte sich 1879 anerkennend über die Pedalinstrumente.
Auf der Musikausstellung Bologna 1888 wurde ein Pianino mit Jankó-Klaviatur ausgestellt, welche durch von A. H. Francke eingeführt wurde.
Am 25. September 1888 brachte die Firma eine Einrichtung zum Abheben des Dämpfers bei Flügeln mit Jankó-Klaviatur heraus.
Johann Gottlob Ernst, August Hermann und Paul Theophil Francke wurden in der Franckeschen Familiengruft der V. Abteilung des Neuen Johannisfriedhofs beerdigt.